# Auto da Lusitânia
Comumente designada por Auto da Lusitânia, surge, na edição joao de 1562, com o título Auto chamado da Lusitânea, para em seguida ser descrito no argumento como farsa. Escrito por Gil Vicente em 1531, por ocasião do nascimento do príncipe D. Manuel, filho do rei D. João III, de Portugal, apenas foi representado, em 1532, quando a corte de regressou a Lisboa, depois de terem passado os efeitos da epidemia que assolou a capital.
O texto integral do Auto da Lusitânia se encontra digitalizado pelo Google.
Personagens: Na primeira parte: Lediça, sua Mãe (Hecer Beacar), seu Pai (Judá), e seu irmão Saulinho, um Cortesão e Jacob; na segunda parte: Licenciado (prólogo), Lisibea, mãe de Lusitânia, amada de Portugal, Maio, as deusas Vénus, Verecinta, Februa, Juno, os diabos Dinato e Berzebu, as figuras de Todo-o-Mundo e Ninguém, e o deus Mercúrio.
Argumento: Esta peça de Gil Vicente é composta por duas partes.
A primeira parte representa o cotidiano de uma família judaica de Lisboa. Lediça, a filha do alfaiate Jacó, encontra-se sozinha varrendo a "logea", quando um cortesão entra e lhe dirige galanteios, que ela recusa subtilmente, fazendo de desentendida. Inconformado, o cortesão sai, dando entrada ao pai de Lediça, que chega dos seus afazeres na cidade. A família começa o trabalho rotineiro de alfaiataria, entoando canções. De repente surge Jacob, um amigo, que interrompe o trabalho, dizendo que é preciso "inventar" um auto, pois a família real está prestes a chegar.
A segunda parte aborda a origem mítica de Portugal. Da união entre a ninfa Lisibea e o Sol nasce Lusitânia, que herda a beleza materna. Lusitânia desperta em Portugal, um caçador grego, profundo interesse. A ninfa sente ciúmes da filha, morre, e é enterrada no local onde se veio a edificar a cidade de Lisboa. Assiste-se posteriormente ao casamento de Portugal com a princesa Lusitânia.
Dinato e Berzebu, encarregues de relatar a Lúcifer tudo o que se passa, escutam o diálogo entre Todo o Mundo e Ninguém. Berzebu conclui com a célebre frase "Todo o Mundo é mentiroso e Ninguém diz a verdade.